# ケルン・シュタットバーンK4000形電車
ケルン・シュタットバーンK4000形電車（ケルン・シュタットバーンK4000がたでんしゃ）は、ケルンのライトレール（シュタットバーン）であるケルン・シュタットバーンで使用されている電車。低床式プラットホームを用いる系統に適した超低床電車（部分超低床電車）で、1995年から2002年まで120両以上の大量導入が実施された。

## 概要
1976年以降、ケルンでは従来の路面電車や郊外鉄道を転換する形でシュタットバーンの整備が進められていたが、その中で課題になったのは、ケルン市内に残存する高さ350 mmの低床式プラットホームが残存する東西方面を結ぶ系統の近代化であった。そこで1992年、ケルン市とシュタットバーンを運営するケルン市交通公社（Kölner Verkehrs-Betriebe、KVB）は、これらの系統についてプラットホームをそのままの高さで維持したうえで、バリアフリーに適した超低床電車を導入する事による近代化を行う事が決定した。これを受け導入が実施されたのがボンバルディア・トランスポーテーション製のK4000形である。
両運転台・両方向型の3車体連接車で、車内全体の72 %が低床構造になっている部分超低床電車である。車体幅はケルン・シュタットバーンに適した2,650 mmで、他都市で多く見られる超低床電車と比べて幅が広い。総括制御による連結運転が可能で、通常は2両編成による運転を実施しており、最大4両編成による連結運転も可能である。電気機器はフォスロ・キーペが手掛けており、両端に設置されている動力台車に2基設置されている誘導電動機はGTOサイリスタを用いた制御装置（DPU 211）によって制御される。また、これらを始めとした機器はマイクロプロセッサによって制御されており、スムーズな急加減速が可能となっている他、各機器のシステム制御は国際標準規格のCANプロトコルによって動作するデータバスが用いられる。

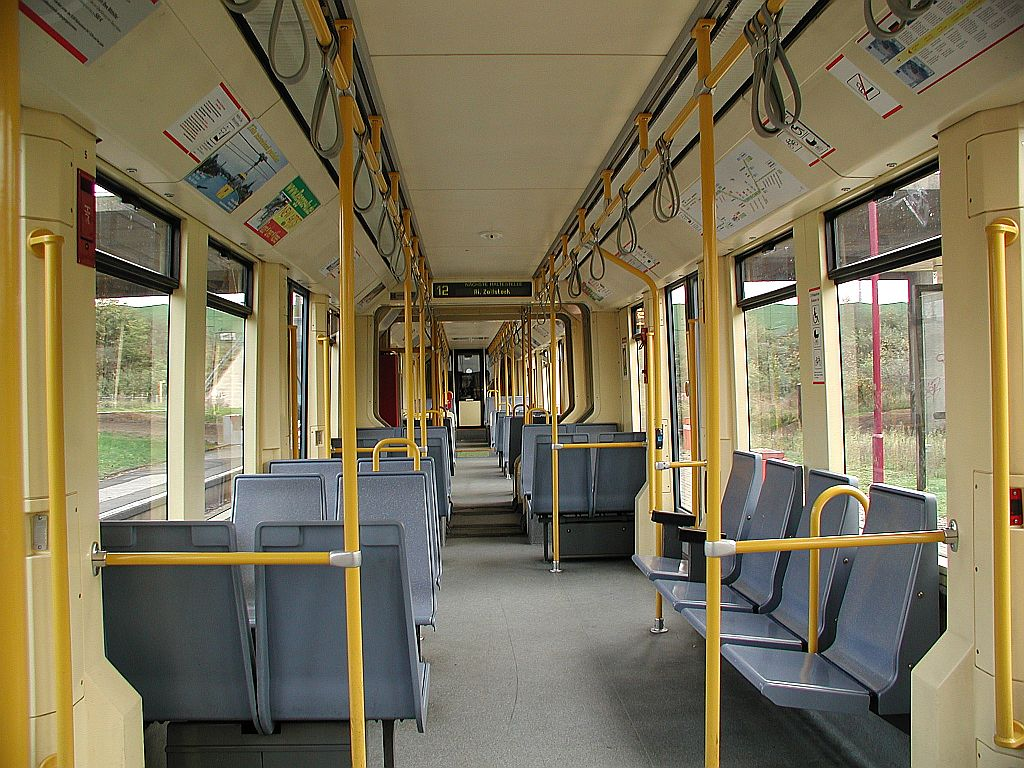
車内

1995年から製造が開始され、以降1998年までに120両が3次に分けて生産された後、2000年にも4両が発注され2002年に導入された。これらの車両は低床式プラットホームが用いられている系統で使用されている。

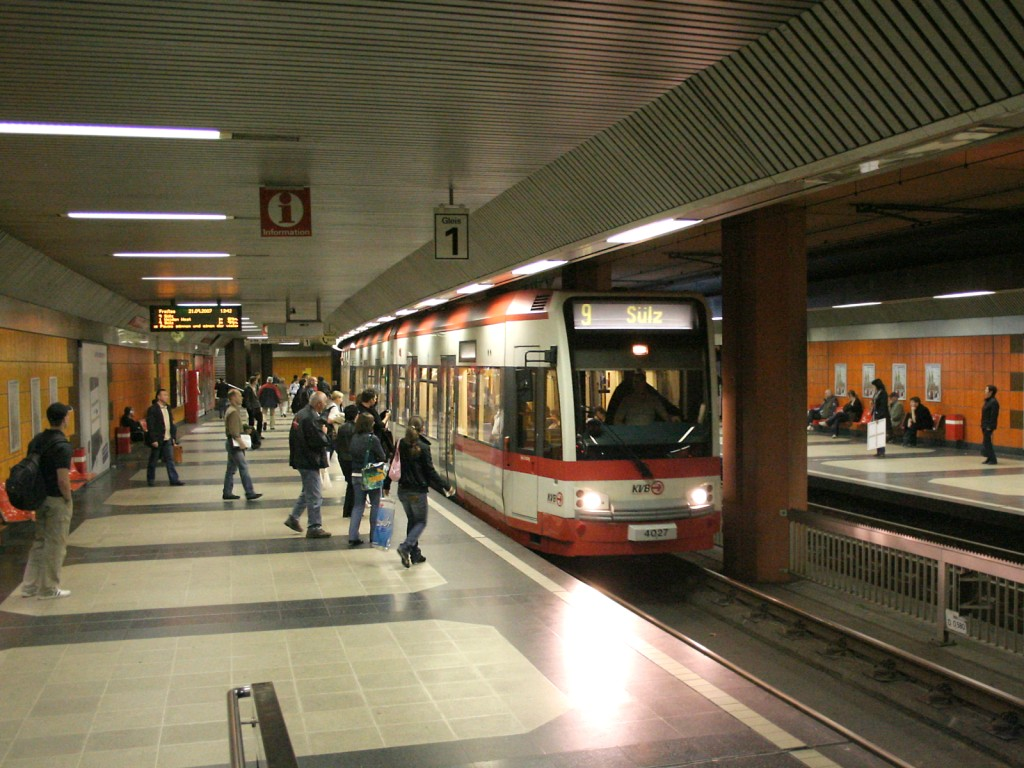
地下駅に停車するK4000形（2007年撮影）
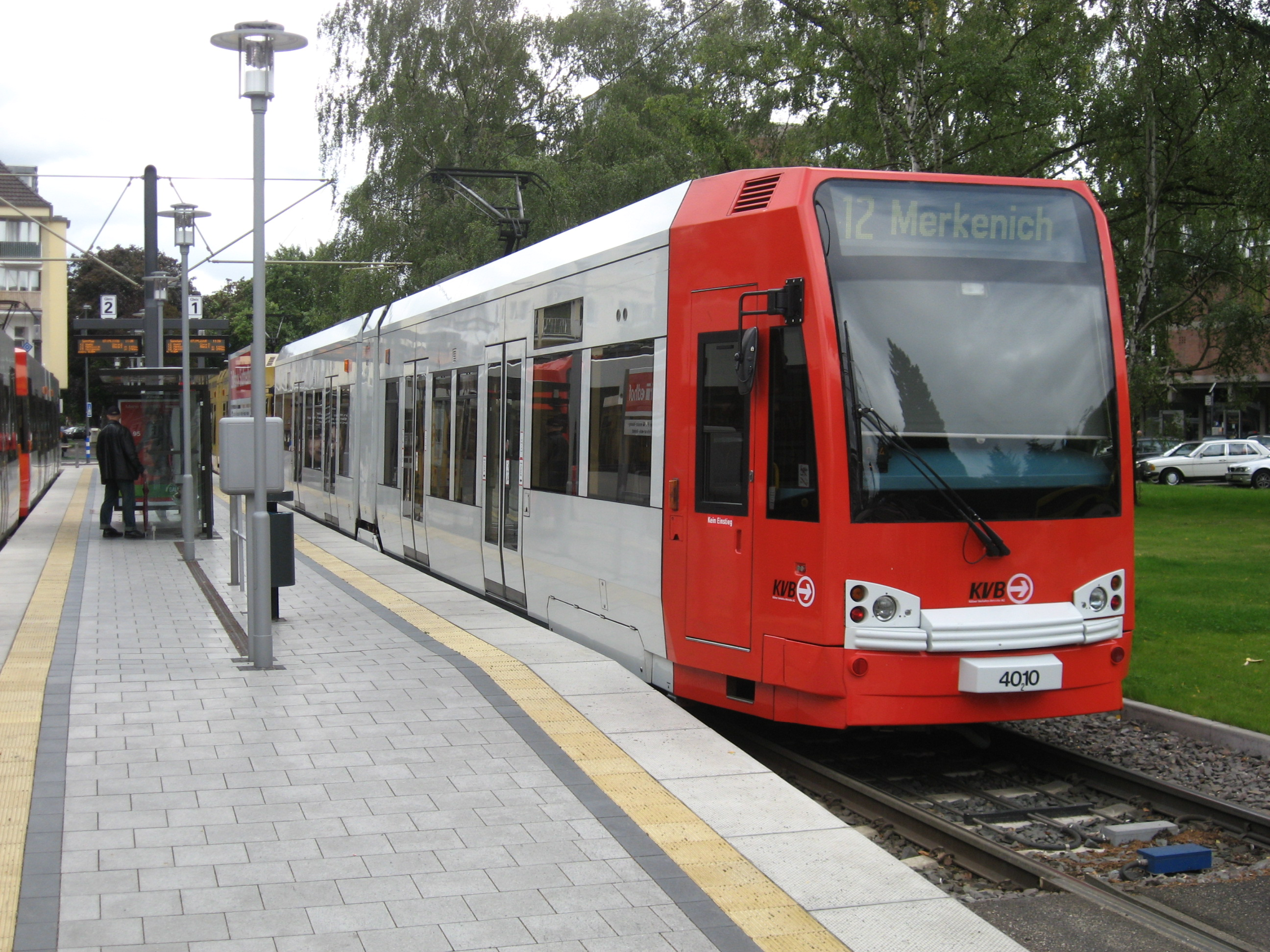
新塗装（2008年撮影）
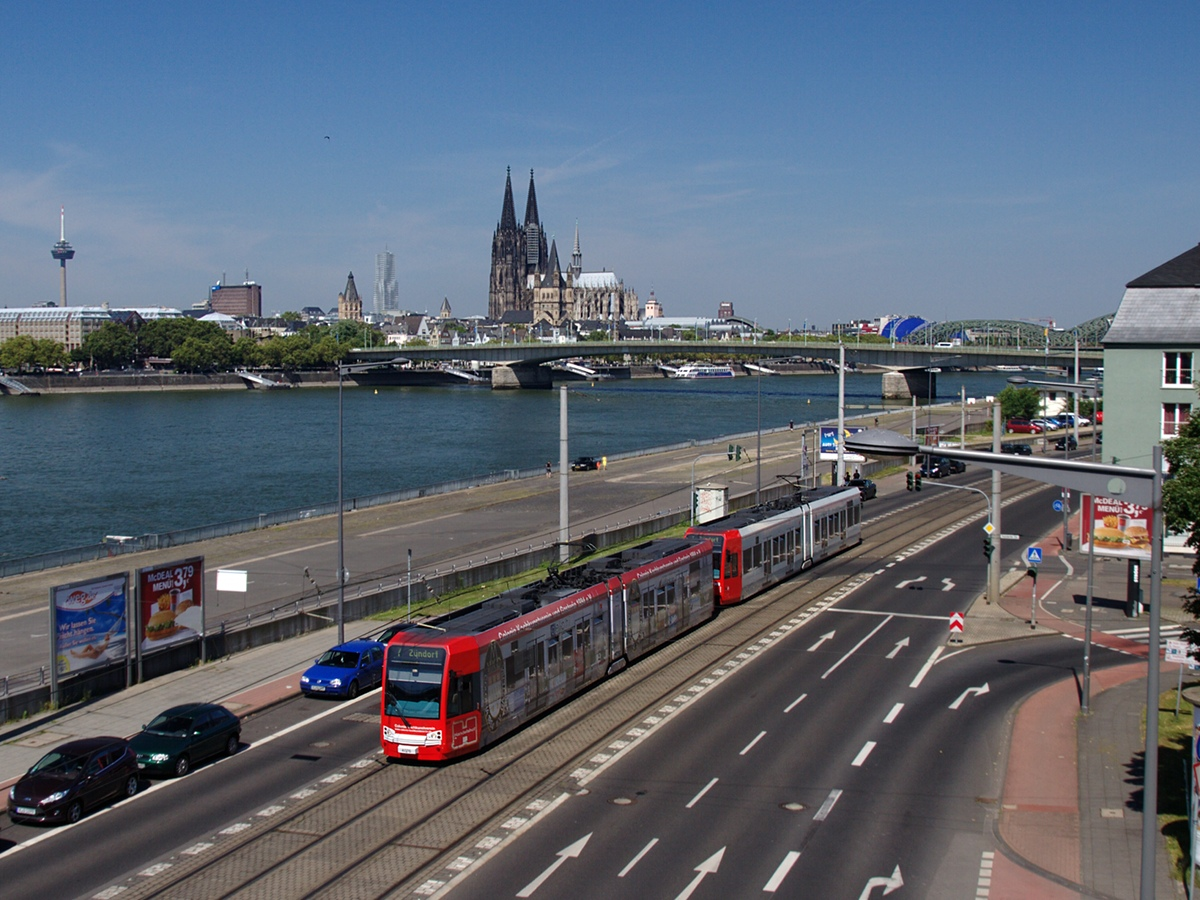
連結運転を実施するK4000形（2012年撮影）
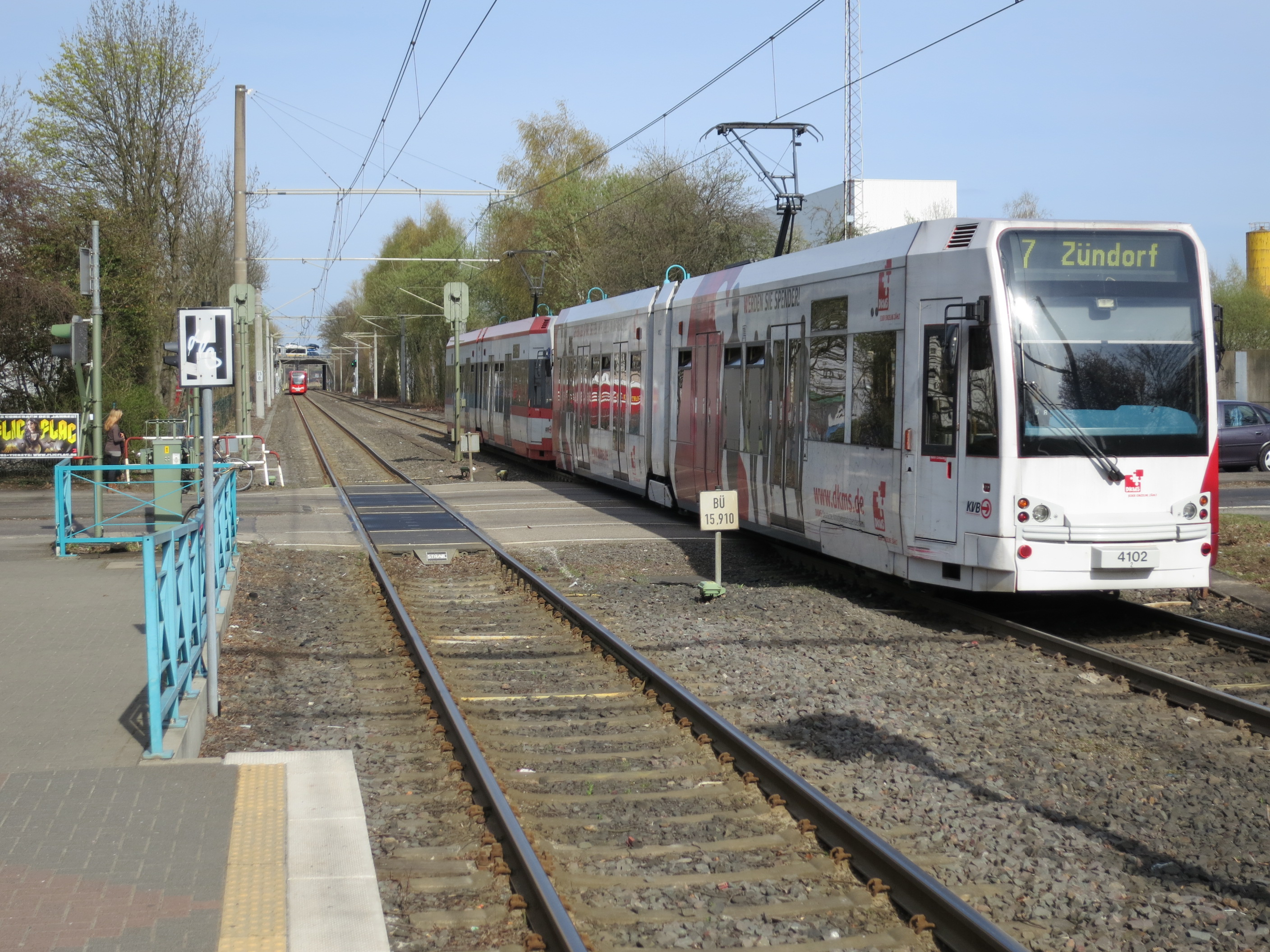
広告塗装（2013年撮影）

## 今後の予定
製造から25年以上が経過し、老朽化が進んだ事を受けて、ケルン市交通公社は2020年に後継の新型電車であるNF12形・NF6形（シタディス）の発注を実施した。これらの車両は2025年から本格的な営業運転開始を予定しており、以降K4000形は順次置き換えられる事になっている。

## 参考資料

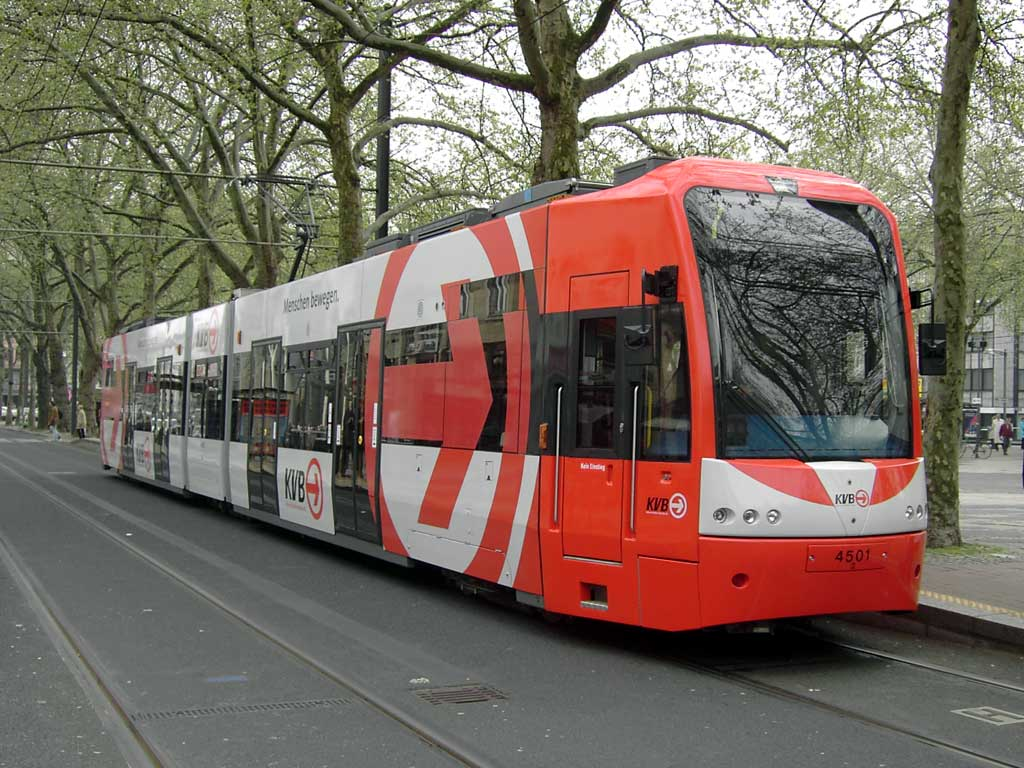
Stadt Köln; Kölner Verkehrs-Betriebe (11 October 2018). Die Kölner U-Bahn: 50 Jahre Mobilitätsgeschichte (PDF) (Report). 2024年7月23日閲覧.{{cite report}}:  CS1メンテナンス: dateとyear (カテゴリ) CS1メンテナンス: 先頭の0を省略したymd形式の日付 (カテゴリ)
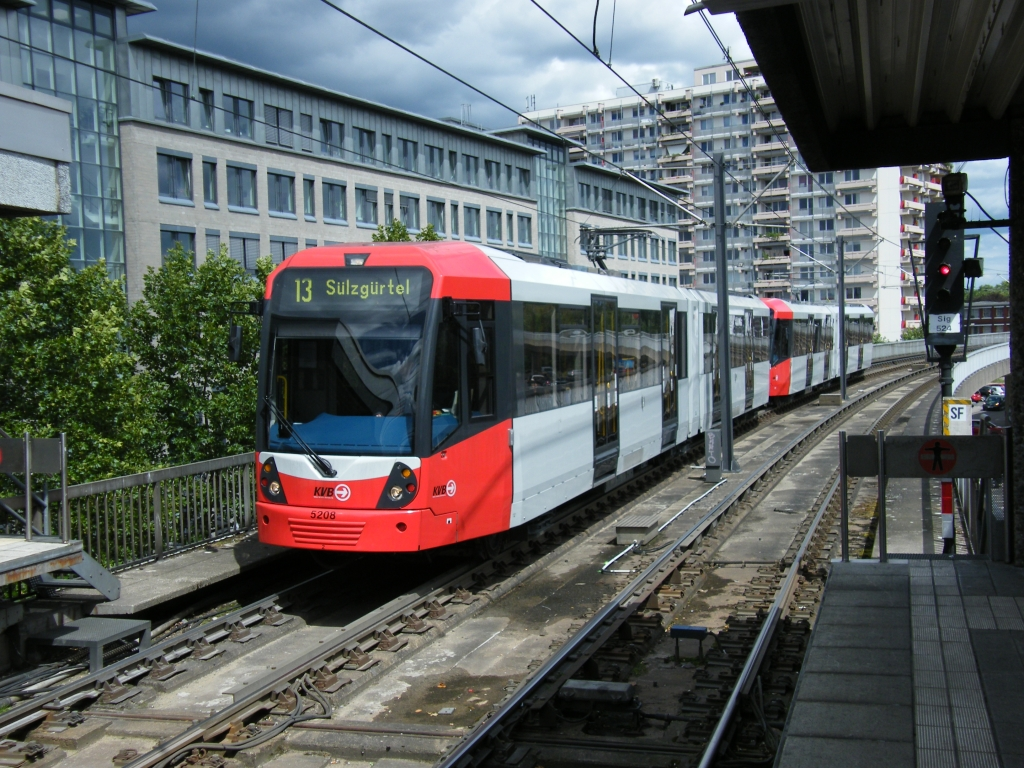
K5000形（2011年撮影）
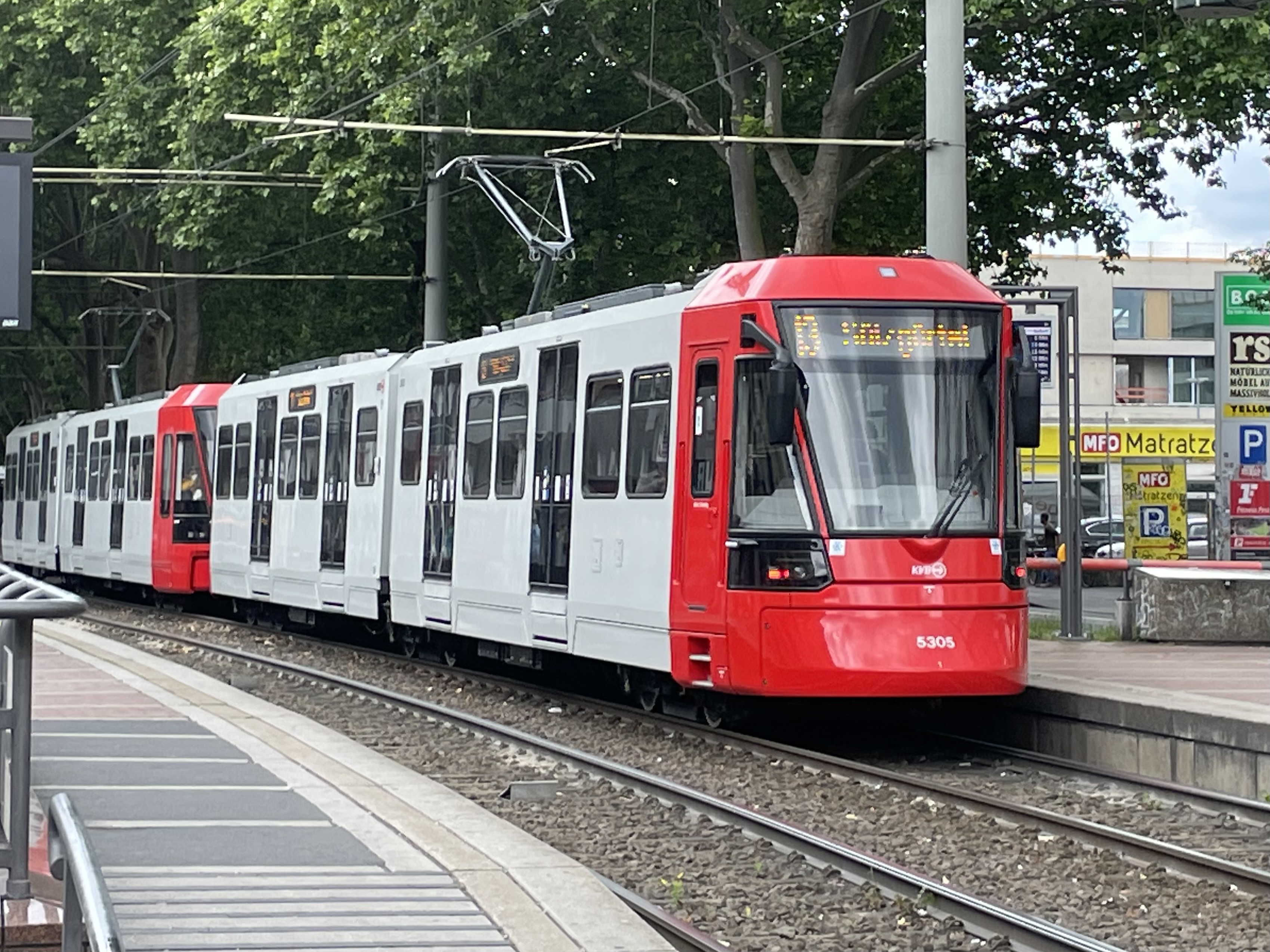
HF6形（2022年撮影）